# Wetzlar
Wetzlar er en by i den tyske delstat Hessen med 51.545 indbyggere (2009) ved floden Lahn.

## Geografi
Wetzlar ligger i Landkreis Lahn-Dill midt i Hessen ved floden Lahn, ikke langt fra hvor den skifter retning fra syd til vest i nærheden af udmundeningen af bifloden Dill. Byen ligger ved skellet mellem de Hessiske mittelgebirge Taunus mod syd , nord for Lahn og vest for Dill begynder Westerwald og nord for Lahn og øst for Dill begynder Rothaargebirge. Højeste punkt i kommunens område er Stoppelberg, 401 m over havets overflade
Wetzlars nabobyer er Gießen 12 km øst for bycentret, Koblenz 80 km mod sydvest, Limburg 40 km mod vest, Siegen 50 km til nordvest, Dillenburg 30 km mod nord, Marburg 30 km til nordøst og Frankfurt 60 km syd .
De skovbevoksede lave bjergområder omkring Wetzlar til nordvest, nordøst og syd, er tyndt befolkede.

## Historie
Byens oprindelse er ukendt, men vi ved, at det er bygget en kirke år 897 i Wetzlar. 1180 blev Wetzlar rigsstad (Reichsstadt), hvilket betød, at byen ikke længere hørte til et land, men blev en selvstændig by i Det hellige romerske imperium i den tyske nation. Tyske orden byggede et hus i byen 1285 og senere blev der bygget et kloster af Franciskanerorden.
På grund af byens behov for at forsvare sin uafhængighed kræves store mængder af penge. Det førte til byens 1370 konkurs. Konkurs ramte byen i en periode på næsten hundrede år, for eksempel var man nødt til at stoppe det allerede på begyndte domkirkebyggeri. Krisen endte først, da byen tillod mange vallonske flygtninge at flytte til Wetzlar 1586.
Byen oplevede en massiv vækst i 1689, da "Reichskammergericht", en af datidens højesteretter, blev flyttet fra Speyer til Wetzlar.
Da det tysk-romerske rige blev opløst i 1806, ophørte også rikskammardomstolen og byen fik sin anden store økonomiske krise. I 1815 efter Wienerkongressen kom byen under Preussen.
Byen blev tilsluttet jernbanenettet i 1862 og som et resultat af dette kom der flere fabrikker til byen, herunder fremtrædende optisk industri.
Den gamle bydel (Altstadt) blev ikke var ramt af luftangreb i 2. verdenskrig, men andre bydele blev hårdt ramt og ødelagt i krigen.
Efter 2. verdenskrig, blev Wetzlar en del af Hessen og blev i 1977 tvangssammenlagt med byen Gießen og 14 andre kommuner til byen Lahn. Byen Lahn var særdeles upopulær, og blev opløst to år senere efter stærke protester mod foreningen.

### Administrative bydele
Wetzlar har siden 1979 været opdelt i 8 bydele (ty.: Stadtteil). Den største bydel befolkningsmæssigt er Naunheim i nordøst med 3.882 indbyggere, mens den arealmæssigt største er den sydvestlige bydel Nauborn, der strækker sig over 8 km².
| Bydelsområde    | Indbyggere pr. 31. dezember 2007 |
| --------------- | -------------------------------- |
| Blasbach        | 994                              |
| Dutenhofen      | 3.152                            |
| Garbenheim      | 2.080                            |
| Hermannstein    | 3.588                            |
| Münchholzhausen | 2.420                            |
| Nauborn         | 3.721                            |
| Naunheim        | 3.882                            |
| Steindorf       | 1.704                            |

## Økonomi
Wetzlars økonomi hviler i høj grad på erhvervslivet Leica (tidligere Leitz) og Buderus, men der er også mange andre selskaber i den by, der er involveret i optiske industri, såsom kamerafabrikanten Minox (kendt for sin "spionkamera") og Zeiss kikkert og objektivproduktion. Dette gør Wetzlar til et centrum for tysk optisk og finmekanisk industri.
Byen ligger ved den tyske motorvej A45 og A480 og har adgang til flere jernbanelinjer mod Frankfurt, Kassel, Köln, Aachen, Siegen og Koblenz.
Den nærmeste lufthavn er Frankfurt lufthavn, hvilket er ca. 60 minutters kørsel væk.

## Domkirken
Domkirken i Wetzlar (Wetzlarer Dom) er en af byens vartegn. Byggeriet begyndte i 1230 og er endnu ikke komplet. Det er efterfølgeren til en tidligere "frelser kirke", som blev indviet i 897.

## Uddannelse
Wetzlar har ingen universiteter, men flere afdelinger ved Technische Hochschule Mittelhessen (polyteknisk læreanstalt).

## Sport
Wetzlar er hjemby for håndboldklubben HSG Wetzlar. Klubben har igennem en årrække markeret sig som team i den tyske Bundesliga. HSG har hjemmebane i den nye Rittal Arena med plads til 5.000 tilskuere.

## Venskabsby
- Avignon, Frankrig
- Colchester, England
- Siena, Italien
- Neukölln, Tyskland
- Ilmenau, Tyskland
- Schladming Østrig
- Písek, Tjekkiet
- Windhoek, Namibia

- Wikimedia Commons har flere filer relateret til Wetzlar